# Попов, Александр Николаевич (Герой Российской Федерации)
Александр Николаевич Попов (18 июня 1996, Алупка, АР Крым — 23 июня 2022, Украина) —  российский офицер, гвардии старший лейтенант, участник вторжения российских войск на Украину, Герой Российской Федерации (посмертно, 2022).

## Биография
Учился в школе в посёлке Термальный Елизовского района Камчатского края. Был командиром отряда юных армейцев.
После окончания школы неудачно поступал в военный вуз и затем был призван на срочную воинскую службу. На следующий год из войск поступил в Дальневосточное высшее общевойсковое командное училище имени К. К. Рокоссовского. Под выпуск в 2019 году подал рапорт о распределении его в воздушно-десантные войска. Проходил службу в 11-й отдельной гвардейской десантно-штурмовой бригаде (Улан-Удэ) командиром взвода, затем заместителем командира роты разведывательного батальона. С 24 февраля 2022 года принимал участие во вторжении России в Украину.
Погиб 23 июня 2022 года на Украине.
Похоронен 4 июля 2022 года на Камчатке.

## Награды
- Герой Российской Федерации (27 июня 2022, посмертно) — за «мужество и героизм, проявленные при исполнении воинского долга»[2]